# Hadula praecipua
Hadula praecipua là một loài bướm đêm trong họ Noctuidae.